# Pyrgeuma pyrgodesmoides
Pyrgeuma pyrgodesmoides – gatunek dwuparca z rzędu Chordeumatida i rodziny Heterochordeumatidae, jedyny z monotypowego rodzaju Pyrgeuma.
Gatunek i rodzaj opisane zostały w 2012 roku przez Williama Sheara na podstawie 5 okazów odłowionych w 2009 roku.
Dorosłe osobniki mają tułów zbudowany z 30 pierścieni w przypadku samców i 32 pierścieni u samic. Holotypowy samiec ma ciało długości 8,5 mm, a jedna z paratypowych samic długości 9,2 mm. Barwa głowy jest żółtawa z brązowym lub fioletowawoszarym nakrapianiem, odnóży i spodu ciała żółtawobiała, a reszty ciała ciemnobrązowa. Głowa wyposażona jest sześcioro oczu prostych i częściowo nakryta collum. Drobne włoski (mikrotrichia) na wierzchu ciała są zakrzywione, szpatułkowate i o większych rozmiarach niż u innych Heterochordeumatidae. Wąskie, węższe od metazonitów paranota wyposażone są w przednio-nasadowe wcięcia. Na zaokrąglonym epiprokcie znajdują się wyraźne kądziołki. W przeciwieństwie do  rodzaju Infulathrix, u samców uda odnóży trzeciej pary oraz biodra dziesiątej pary są niezmodyfikowane i nie są silnie powiększone. Przednia para gonopodów nie przechodzi z boku i tyłu pary tylnej, co odróżnia Pyrgeuma od rodzaju Heterochordeuma.
Wij znany tylko z rejonu góry Gunung Perdah w malezyjskim stanie Pahang. Materiał typowy został wysiany ze ściółki leśnej na wysokości 1575 m n.p.m.